# Escuela de Comercio Profesor Antenor Rosario Ferreyra
La Escuela de Comercio "Profesor Antenor Rosario Ferreyra", o simplemente Escuela de Comercio Antenor Ferreyra (ECAF), es un establecimiento educativo público argentino ubicado en la ciudad de Santiago del Estero, capital de la provincia homónima.

## Historia

### Antecedentes
Antenor Ferreyra criticaba la orientación de la educación del nivel medio, vigente en la Argentina a principios del Siglo XX, porque tenía por objetivo principal preparar a los jóvenes para su ingreso a la universidad, sin tener en cuenta que la mayor parte de la población no estaba en condiciones económicas de enviar a sus hijos a que cursen estudios superiores; por eso creyó necesario impulsar la modificación de los programas de estudio y la creación de nuevas escuelas que capaciten a los alumnos para encontrar una salida laboral y al mismo tiempo desarrollen nuevas actividades económicas, como la industria y el comercio para dinamizar la economía provincial. Es decir que este notable educador santiagueño aspiraba a lograr que la educación esté al servicio del pueblo y no de un sector social.

### Inauguración y primeros años
El proyecto de creación de la escuela, presentado por el Profesor Antenor Ferreyra, fue aprobado en todas sus partes por la Cámara de Diputados de la Nación, por lo cual el Gobernador de la Provincia de Santiago del Estero, en ese momento Juan B. Castro, dispuso la inauguración de la Escuela Nacional de Comercio de Santiago del Estero, el 4 de mayo de 1935. En el Acta Inaugural, puede leerse que se resolvió que funcione con 2 divisiones para primer año, que debían tener un máximo de 42 alumnos, en el edificio del Colegio Nacional, quedando bajo la autoridad del Rector de dicho establecimiento, Dr. Octavio Fernández. Dos años después la Escuela de Comercio adquirió su independencia administrativa.
Posteriormente, comenzó a funcionar en el local de calle 24 de septiembre, al ser trasladada la Escuela Normal que allí funcionaba a su nueva dirección de calle Independencia.
El 18 de abril de 1966 el Ministro de Educación y Justicia del Presidente Arturo Illia, Carlos Aramburu, autorizó el pedido de la Municipalidad de Santiago del Estero y asignó el nombre de "Profesor Antenor Ferreyra" a la Escuela Nacional de Comercio de Santiago del Estero, en mérito a - "que la actuación pública que le cupo al Dr. Antenor Ferreyra – como educador y como legislador en bien de la juventud estudiosa de su provincia natal, merece ser señalada a la consideración de las generaciones futuras” -, según consta en la resolución emanada de dicho Ministerio.

## Establecimiento
La institución siguió creciendo, y por gestión del Gobernador Carlos Arturo Juárez, esta comunidad educativa logró el objetivo del local propio. En 1998 se inauguró en Agustín Alvarez N° 158, el actual edificio del colegio.